# Breteuil, Oise

Breteuil este o comună în departamentul Oise, Franța. În 1 ianuarie 2022 avea o populație de 4.189 de locuitori.